# 娄源功
娄源功（1957年—），男，汉族，河南原阳县人，中华人民共和国学者，教授、博士生导师，曾任黄淮学院院长，河南大学校长，民盟河南省委副主委，第十一、十二届全国政协委员。
娄源功曾连续多年呼吁关注和解决中国高等教育地域极其不公平的问题，一度在全国引起广泛关注，被网友和社会各界称为“最执着政协委员”。

## 生平
本科毕业于郑州工程学院（现河南工业大学）机械工程专业，硕士毕业于武汉大学世界经济专业，博士毕业于中国农业大学农业经济及管理专业。
2008年，当选第十一届全国政协委员，代表中国民主同盟，分入第五组。
2009年2月至2017年9月，任河南大学校长。